# Нишанов, Сабиржан
Сабиржан Нишанов (узб. Собиржон Нишонов; 1904 год, Кизил-кишлак, Ошский уезд — 1969 год, село Дехкан-кишлак, Кара-Суйский район, Ошская область) — хлопковод, бригадир колхоза «Кызыл-Шарк» (в дальнейшем имени Таширова) Кара-Cуйского района Ошской области, Киргизская ССР. Герой Социалистического Труда (1951).

## Биография
Родился в 1894 году в селе Кизил-кишлак Ошского уезда в крестьянской семье, по национальности узбек.
В 1935 году вступает в колхоз «Кызыл-Шарк» (в дальнейшем имени Таширова) Кара-Cуйского района. С 1944 года работает бригадиром хлопководческой бригады. В результате умелой организации труда, применения достижений агротехнической науки и передового опыта в хлопководстве его бригада в течение ряда лет выращивала высокий урожай этой ценной культуры. В 1948 году он был награжден орденом Ленина. В 1950 году с закрепленного за бригадой участка в 56 гектаров, выращено и сдано государству по 45,18 центнера хлопка с каждого гектара.
За получение высоких и устойчивых урожаев хлопка-сырца, Указом Президиума Верховного Совета СССР от 20 марта 1951 года удостоен звания Героя Социалистического Труда с вручением ордена Ленина и золотой медали «Серп и Молот».
С 1968 года — персональный пенсионер союзного значения.
Умер в 1969 году.

## Награды
- Герой Социалистического Труда (20.03.1951)
- 2 ордена Ленина
- Орден Трудового Красного Знамени

## Память
- В Кара-Суйском районе в его честь названа улица[1]